# استان شرقی (کنیا)
استان شرقی (به لاتین: Eastern Province) یکی از استان‌های کنیا است که مرکز آن امبو است.

## خصوصیات
استان شرقی ۱۴۰٬۶۹۸٫۶ کیلومترمربع مساحت و ۵٬۶۶۸٬۱۲۳ نفر جمعیت دارد.